# Себастиано Цанела
Себастиан Цанела (Канепа) е никополски епископ през XVIII в. който е управлявал епархията за кратко.

## Биография
През 1767 г. монсеньор Пулиези е назначен за Дубровнишки епископ и на негово място идва Себастиан Канепа, от същия орден - конгрегацията на баптистините, ръкоположен за епископ Цариград на 12 юни 1768 г., но той не успява да управлява дълго.
Починал от простуда в село Ореш през януари 1769 г.
Седем години след смъртта му епископската катедра стои незаета. През 1776 г. за никополски епископ е ръкоположен Павел Гайдаджийски.